# Чешки Хрвати
Чешки Хрвати, једно од најпознатијих чешких племена, смештено између Пшована и Шлезана (Слежана). Племе је описано у Прашком документу из 1086. године, у којем се наводе границе Прашке епархије 973. године: Пшовани, Кроати и други Хроати, Зласани (лат. Psouane, Crouati et altera Chrouati, Zlasane).
Чешки Хрвати су се састојали из два дела: источни Хрвати (Хорвати; лат. Charváti) и западни Хрвати (Хорватци; лат. Charvátci). Често коришћени етноним Црни Хрвати односи се на источне, бројније и распрострањеније Хрвате у Чешкој Републици.
Чешки Хрвати насељавали су простор који се налази јужно од планинског ланца Крконоше, западно од реке Јизера. Хрвати из Шлеске, одвојени од њих планинским масивом Судети, насељавали су област Кладска земља. Реч црни у имену Црних Хрвата је везан за начин обележавања страна света код старих Словена, они су југ обележавали црном, север — белом, запад — црвеном и исток — зеленом бојом, отуда у имену Црних Хрвата реч црни има значење „јужни”.
Чешки Хрвати се често појављују у историјским записима под свеопштим називом свих историјских племена небалканских Хрвата.